# Primož Roglič
Primož Roglič, född 29 oktober 1989, är en slovensk tävlingscyklist och tidigare backhoppare på elitnivå.
Roglič tävlade i två grenar för Slovenien vid olympiska sommarspelen 2016 i Rio de Janeiro. Han slutade på 10:e plats i herrarnas tempolopp och på 26:e plats i linjeloppet.
Han vann etapp 17 på Tour de France 2017. På Tour de France 2018 vann Roglič etapp 19. I oktober 2019 vann han Giro dell'Emilia och Tre Valli Varesine.
Den 28 juli 2021 tog Primož Roglič Sloveniens första OS-guld på cykel i Tokyo-OS 2020. Marginalen till tvåan Tom Dumoulin blev till slut mer än en minut på den 44 kilometer långa tempobanan.

## Stall
- Adria Mobil (2013–2015)
- LottoNL–Jumbo (2016–2023)
- Bora–Hansgrohe (2024–)

## Meriter[14][15]
2015
Vinnare  totalt av Tour d'Azerbaïdjan
Vinnare av etapp 2
Vinnare  totalt av Tour of Slovenia
Vinnare av etapp 3
Vinnare  av bergspristävlingen i Settimana Internazionale di Coppi e Bartali
Tvåa totalt i Tour of Croatia
Tvåa i GP Izola
2016
Slovensk mästare  i individuellt tempolopp
Vinnare av etapp 9 (tempolopp) i Giro d'Italia
Femma totalt i Volta ao Algarve
Sjunde plats i tempolopp vid Europamästerskapen i landsvägscykling
Tionde plats i tempolopp vid Olympiska spelen
2017
Vinnare  totalt av Volta ao Algarve
Vinnare av etapp 17 av Tour de France
Andra plats  i individuellt tempolopp vid Världsmästerskapen i landsvägscykling
Trea totalt i Tour de Romandie
Vinnare av etapp 5 (tempolopp)
Fyra totalt i Tirreno–Adriatico
Femma totalt i Baskien runt
Vinnare av etapperna 4 och 6
2018
Vinnare  totalt av Baskien runt
Vinnare  av poängtävlingen
Vinnare av etapp 4 (tempolopp)
Vinnare  av Tour de Romandie
Vinnare  av Tour of Slovenia
Vinnare av etapperna 4 och 5
Vinnare av etapp 3 i Tirreno–Adriatico
Trea totalt i Tour of Britain
Vinnare av etapp 5 (tempolopp)
Fjärde plats totalt i Tour de France
Vinnare av etapp 19
Sexa totalt i Volta a la Comunitat Valenciana
Sjua i Giro dell'Emilia
2019
Vinnare  totalt av Vuelta a España
Vinnare  av poängtävlingen
Vinnare av etapp 10 (tempolopp)
Vinnare  totalt av Tour de Romandie
Vinnare  av poängtävlingen
Vinnare av etapperna 1, 4 och 5
Vinnare  totalt av UAE Tour
Vinnare av etapperna 1 och 6
Vinnare  totalt av Tirreno–Adriatico
Vinnare av Giro dell'Emilia
Vinnare av Tre Valli Varesine
Trea totalt i Giro d'Italia
Vinnare av etapperna 1 och 9
Sjua i Lombardiet runt
2020
Vinnare  av linjeloppet och andra plats i tempoloppet vid slovenska mästerskapen i landsvägscykling
Vinnare  totalt av Vuelta a España
Vinnare  av poängtävlingen
Vinnare av etapperna 1, 8, 10 och 13
Vinnare av Liège–Bastogne–Liège
Vinnare av etapp 2 i Critérium du Dauphiné
Andraplats totalt i Tour de France
Vinnare av etapp 4
Sjätte plats i linjelopp vid världsmästerskapen i landsvägscykling 2020
2021
Olympisk mästare  i individuellt tempolopp vid Olympiska spelen
Vinnare  totalt av Vuelta a España
Vinnare av etapperna 1, 11, 17 och 21
Vinnare  totalt av Baskien runt
Vinnare  av poängtävlingen
Vinnare  av bergspristävlingen
Vinnare av etapp 1
Vinnare av Giro dell'Emilia
Vinnare av Milano-Turin
Paris–Nice
Vinnare  av poängtävlingen
Vinnare av etapperna 4, 6 och 7
Tvåa i Vallonska pilen
Fyra i Lombardiet runt
2022
Vinnare  totalt av Paris–Nice
Vinnare av etapp 7
Vinnare  totalt av Critérium du Dauphiné
Vinnare av etapp 1 (lagtempolopp) och 4 i Vuelta a España
Åttonde plats i Baskien runt
Vinnare av etapp 1 (tempolopp)
2023
Vinnare  totalt av Giro d'Italia
Vinnare av etapp 20 (tempolopp)
Vinnare  totalt av Tirreno–Adriatico
Vinnare  av poängtävlingen
Vinnare  av bergspristävlingen
Vinnare av etapp 4, 5 och 6
Vinnare  totalt av Katalonien runt
Vinnare  av poängtävlingen
Vinnare av etapp 1 och 5
Vinnare  totalt av Vuelta a Burgos
Vinnare  av poängtävlingen
Vinnare av etapp 2 (tempolopp), 3 och 5
Vinnare av Giro dell'Emilia
3:e totalt i Vuelta a España
Vinnare av etapp 8 och 17
3:e i Lombardiet runt
4:e i Tre Valli Varesine

### Etapplopp
| Totalplaceringar i Grand Tour       |      |      |      |      |          |      |      |      |
| Grand Tour                          | 2016 | 2017 | 2018 | 2019 | 2020     | 2021 | 2022 | 2023 |
| Giro d'Italia                       | 58   | —    | —    | 3    | —        | —    | —    | 1    |
| Tour de France                      | —    | 38   | 4    | —    | 2        | DNF  | DNF  | —    |
| Vuelta a España                     | —    | —    | —    | 1    | 1        | 1    | DNF  | 3    |
| Totalplaceringar i större etapplopp |      |      |      |      |          |      |      |      |
| Lopp                                | 2016 | 2017 | 2018 | 2019 | 2020     | 2021 | 2022 | 2023 |
| Paris–Nice                          | —    | —    | —    | —    | —        | 15   | 1    | —    |
| Tirreno–Adriatico                   | 52   | 4    | 29   | 1    | —        | —    | —    | 1    |
| Katalonien runt                     | 44   | —    | —    | —    | inställt | —    | —    | 1    |
| Baskien runt                        | —    | 5    | 1    | —    | inställt | 1    | 8    | —    |
| Romandiet runt                      | —    | 3    | 1    | 1    | inställt | —    | —    | —    |
| Critérium du Dauphiné               | —    | —    | —    | —    | DNF      | —    | 1    | —    |
| Tour de Suisse                      | —    | —    | —    | —    | inställt | —    | —    | —    |

DNF = Fullföljde ej

### Endagslopp
| Monumenten               |      |      |      |      |          |      |      |      |
| Lopp                     | 2016 | 2017 | 2018 | 2019 | 2020     | 2021 | 2022 | 2023 |
| Milano–Sanremo           | —    | 67   | —    | —    | —        | —    | 17   | —    |
| Flandern runt            | —    | —    | —    | —    | —        | —    | —    | —    |
| Paris–Roubaix            | —    | —    | —    | —    | inställt | —    | —    | —    |
| Liège–Bastogne–Liège     | —    | —    | —    | —    | 1        | 13   | —    | —    |
| Lombardiet runt          | —    | 40   | 17   | 7    | —        | 4    | —    | 3    |
| Klassiker                |      |      |      |      |          |      |      |      |
| Lopp                     | 2016 | 2017 | 2018 | 2019 | 2020     | 2021 | 2022 | 2023 |
| Strade Bianche           | 74   | 35   | 48   | —    | —        | —    | —    | —    |
| Amstel Gold Race         | —    | —    | —    | —    | —        | 69   | —    | —    |
| Vallonska pilen          | —    | —    | —    | —    | —        | 2    | —    | —    |
| Clásica de San Sebastián | —    | 21   | DNF  | —    | inställt | —    | —    | —    |
| Paris-Tours              | —    | —    | —    | —    | —        | —    | —    | —    |